# Metcalfe County
Metcalfe County ist ein County im US-Bundesstaat Kentucky. Das U.S. Census Bureau hat bei der Volkszählung 2020 eine Einwohnerzahl von 10.286 ermittelt.
Der Verwaltungssitz (County Seat) ist Edmonton, das nach Edmund P. Rogers benannt wurde, der das Land zur Stadtgründung zur Verfügung stellte. Das County gehört zu den Dry Countys, was bedeutet, dass der Verkauf von Alkohol eingeschränkt oder verboten ist.

## Geographie
Das County liegt im Süden von Kentucky, ist etwa 35 km vom Bundesstaat Tennessee entfernt und hat eine Fläche von 754 Quadratkilometern ohne nennenswerte Wasserfläche. Es grenzt im Uhrzeigersinn an folgende Countys: Hart County, Green County, Adair County, Cumberland County, Monroe County und Barren County.

## Geschichte
Metcalfe County wurde am 1. Februar 1850 aus Teilen des Adair County, Barren County, Cumberland County, Green County und Monroe County gebildet. Benannt wurde es nach Thomas Metcalfe, einem Gouverneur, US-Senator und Mitglied im US-Kongress.
Vier Bauwerke und Stätten des Countys sind im National Register of Historic Places eingetragen (Stand 13. Oktober 2017).

## Demografische Daten
Nach der Volkszählung im Jahr 2000 lebten im Metcalfe County 10.037 Menschen in 4.016 Haushalten und 2.883 Familien. Die Bevölkerungsdichte betrug 13 Einwohner pro Quadratkilometer. Ethnisch betrachtet setzte sich die Bevölkerung zusammen aus 97,26 Prozent Weißen, 1,64 Prozent Afroamerikanern, 0,25 Prozent amerikanischen Ureinwohnern, 0,07 Prozent Asiaten und 0,13 Prozent aus anderen ethnischen Gruppen; 0,65 Prozent stammten von zwei oder mehr Ethnien ab. 0,53 Prozent der Bevölkerung waren spanischer oder lateinamerikanischer Abstammung.
Von den 4.016 Haushalten hatten 32,3 Prozent Kinder und Jugendliche unter 18 Jahre, die bei ihnen lebten. 58,1 Prozent waren verheiratete, zusammenlebende Paare, 10,0 Prozent waren allein erziehende Mütter, 28,2 Prozent waren keine Familien, 25,2 Prozent waren Singlehaushalte und in 12,3 Prozent lebten Menschen im Alter von 65 Jahren oder darüber. Die Durchschnittshaushaltsgröße betrug 2,47 und die durchschnittliche Familiengröße lag bei 2,93 Personen.
Auf das gesamte County bezogen setzte sich die Bevölkerung zusammen aus 24,6 Prozent Einwohnern unter 18 Jahren, 8,2 Prozent zwischen 18 und 24 Jahren, 28,5 Prozent zwischen 25 und 44 Jahren, 23,6 Prozent zwischen 45 und 64 Jahren und 15,0 Prozent waren 65 Jahre alt oder darüber. Das Durchschnittsalter betrug 38 Jahre. Auf 100 weibliche Personen kamen 95,2 männliche Personen. Auf 100 Frauen im Alter von 18 Jahren alt oder darüber kamen statistisch 92,6 Männer.
Das jährliche Durchschnittseinkommen eines Haushalts betrug 23.540 US-Dollar, das Durchschnittseinkommen der Familien betrug 29.178 USD. Männer hatten ein Durchschnittseinkommen von 22.430 USD, Frauen 18.591 USD. Das Prokopfeinkommen betrug 13.236 USD. 18,8 Prozent der Familien und 23,6 Prozent der Bevölkerung lebten unterhalb der Armutsgrenze. Davon waren 29,2 Prozent Kinder oder Jugendliche unter 18 Jahre und 27,9 Prozent waren Menschen über 65 Jahre.

## Orte im County
- Beaumont
- Beechville
- Cedar Flats
- Center
- Cofer
- Cork
- Curtis
- Cyclone
- Echo
- Edmonton
- Gascon
- Goodluck
- Knob Lick
- New Liberty
- Node
- Randolph
- Savoyard
- Shady Grove
- Summer Shade
- Willow Shade
- Wisdom